# Cropalati
Cropalati – miejscowość i gmina we Włoszech, w regionie Kalabria, w prowincji Cosenza.
Według danych na rok 2004 gminę zamieszkiwały 1263 osoby, 39,5 os./km².